# جائحة فيروس كورونا في أفغانستان
                                                                                         جائحة كوفيد-19 في أفغانستان هي جزء من الجائحة العالمية لمرض فيروس كورونا 2019 (كوفيد-19) الذي يسببه فيروس كورونا 2 المرتبط بالمتلازمة التنفسية الحادة الشديدة (سارس كوف 2). تأكد انتشار الفيروس إلى أفغانستان عندما أُكدت الحالة الأولى في هراة بتاريخ الرابع والعشرين من فبراير عام 2020.
اعتبارًا من السابع والعشرين من يونيو، هناك 30,616 حالة إيجابية، من بينها 10,694 شفاء و703 وفيات على امتداد الولايات الأربع والثلاثين في البلاد. تملك ولاية كابل أعلى عدد من حالات كوفيد-19 في أفغانستان إذ يصل العدد إلى 12,546 مصابًا ضمنها، تليها هراة بـ 4,719 إصابة ثم بلخ التي سجلت 1,620 إصابة.

## خلفية

### الأصول
في الثاني عشر من يناير 2020، أكدت منظمة الصحة العالمية أن فيروس كورونا المستجد هو المسؤول عن مرض تنفسي أصاب مجموعة من الأشخاص في مدينة ووهان ضمن مقاطعة /الصينية، والذي أُحيل إلى منظمة الصحة العالمية في الحادي والثلاثين من ديسمبر 2019. كانت نسبة الوفيات بين المصابين بكوفيد-19 أقل بكثير من جائحة سارس عام 2003، لكن انتقال المرض الجديد كان أشد بكثير، ما أدى إلى حصيلة وفيات إجمالية ضخمة.

### العودة الجماعية من إيران وباكستان
في مارس 2020، عاد 150,000 أفغاني على الأقل من إيران بسبب تفشي الوباء في البلاد، وذلك عبر معبر إسلام قلعة الحدودي في ولاية هراة. خلال هذا الشهر عبر حتى أكثر من 1000 شخص هذا المعبر يوميًا. بين مارس وأبريل من عام 2020، ارتفع عدد الحالات في ولاية هراة حتى أكثر من 200. عاد أكثر من 60,000 أفغاني من باكستان خلال ثلاثة أيام عبر معبري وش شامان وترخام.

## الخط الزمني
| التاريخ | التاريخ |  | # الوفيات | # الوفيات |
| --- | ------- |  | --------- | --------- |
| 2020-02-24 |         |  |           |           |
| ⋮ |         |  |           |           |
| 2020-03-07 |         |  |           |           |
| ⋮ |         |  |           |           |
| 2020-03-11 |         |  |           |           |
| ⋮ |         |  |           |           |
| 2020-03-14 |         |  |           |           |
| 2020-03-15 |         |  |           |           |
| 2020-03-16 |         |  |           |           |
| 2020-03-17 |         |  |           |           |
| ⋮ |         |  |           |           |
| 2020-03-22 |         |  |           |           |
| 2020-03-23 |         |  |           |           |
| 2020-03-24 |         |  |           |           |
| 2020-03-25 |         |  |           |           |
| 2020-03-26 |         |  |           |           |
| 2020-03-27 |         |  |           |           |
| 2020-03-28 |         |  |           |           |
| 2020-03-29 |         |  |           |           |
| 2020-03-30 |         |  |           |           |
| 2020-03-31 |         |  |           |           |
| 2020-04-01 |         |  |           |           |
| 2020-04-02 |         |  |           |           |
| 2020-04-03 |         |  |           |           |
| 2020-04-04 |         |  |           |           |
| 2020-04-05 |         |  |           |           |
| 2020-04-06 |         |  |           |           |
| 2020-04-07 |         |  |           |           |
| 2020-04-08 |         |  |           |           |
| 2020-04-09 |         |  |           |           |
| 2020-04-10 |         |  |           |           |
| 2020-04-11 |         |  |           |           |
| 2020-04-12 |         |  |           |           |
| 2020-04-13 |         |  |           |           |
| 2020-04-14 |         |  |           |           |
| 2020-04-15 |         |  |           |           |
| 2020-04-16 |         |  |           |           |
| 2020-04-17 |         |  |           |           |
| 2020-04-18 |         |  |           |           |
| 2020-04-19 |         |  |           |           |
| 2020-04-20 |         |  |           |           |
| 2020-04-21 |         |  |           |           |
| 2020-04-22 |         |  |           |           |
| 2020-04-23 |         |  |           |           |
| 2020-04-24 |         |  |           |           |
| 2020-04-25 |         |  |           |           |
| 2020-04-26 |         |  |           |           |
| 2020-04-27 |         |  |           |           |
| 2020-04-28 |         |  |           |           |
| 2020-04-29 |         |  |           |           |
| 2020-04-30 |         |  |           |           |
| 2020-05-01 |         |  |           |           |
| 2020-05-02 |         |  |           |           |
| 2020-05-03 |         |  |           |           |
| 2020-05-04 |         |  |           |           |
| 2020-05-05 |         |  |           |           |
| 2020-05-06 |         |  |           |           |
| 2020-05-07 |         |  |           |           |
| 2020-05-08 |         |  |           |           |
| 2020-05-09 |         |  |           |           |
| 2020-05-10 |         |  |           |           |
| 2020-05-11 |         |  |           |           |
| 2020-05-12 |         |  |           |           |
| 2020-05-13 |         |  |           |           |
| 2020-05-14 |         |  |           |           |
| 2020-05-15 |         |  |           |           |
| 2020-05-16 |         |  |           |           |
| 2020-05-17 |         |  |           |           |
| 2020-05-18 |         |  |           |           |
| 2020-05-19 |         |  |           |           |
| 2020-05-20 |         |  |           |           |
| 2020-05-21 |         |  |           |           |
| 2020-05-22 |         |  |           |           |
| 2020-05-23 |         |  |           |           |
| 2020-05-24 |         |  |           |           |
| 2020-05-25 |         |  |           |           |
| 2020-05-26 |         |  |           |           |
| 2020-05-27 |         |  |           |           |
| 2020-05-28 |         |  |           |           |
| 2020-05-29 |         |  |           |           |
| 2020-05-30 |         |  |           |           |
| 2020-05-31 |         |  |           |           |
| 2020-06-01 |         |  |           |           |
| 2020-06-02 |         |  |           |           |
| 2020-06-03 |         |  |           |           |
| 2020-06-04 |         |  |           |           |
| 2020-06-05 |         |  |           |           |
| 2020-06-06 |         |  |           |           |
| 2020-06-07 |         |  |           |           |
| 2020-06-08 |         |  |           |           |
| 2020-06-09 |         |  |           |           |
| 2020-06-10 |         |  |           |           |
| 2020-06-11 |         |  |           |           |
| 2020-06-12 |         |  |           |           |
| 2020-06-13 |         |  |           |           |
| 2020-06-14 |         |  |           |           |
| 2020-06-15 |         |  |           |           |
| 2020-06-16 |         |  |           |           |
| 2020-06-17 |         |  |           |           |
| 2020-06-18 |         |  |           |           |
| 2020-06-19 |         |  |           |           |
| 2020-06-20 |         |  |           |           |
| 2020-06-21 |         |  |           |           |
| 2020-06-22 |         |  |           |           |
| 2020-06-23 |         |  |           |           |
| 2020-06-24 |         |  |           |           |
| 2020-06-25 |         |  |           |           |
| 2020-06-26 |         |  |           |           |
| 2020-06-27 |         |  |           |           |
| 2020-06-28 |         |  |           |           |
| 2020-06-29 |         |  |           |           |
| 2020-06-30 |         |  |           |           |
| 2020-07-01 |         |  |           |           |
| 2020-07-02 |         |  |           |           |
| 2020-07-03 |         |  |           |           |
| 2020-07-04 |         |  |           |           |
| 2020-07-05 |         |  |           |           |
| 2020-07-06 |         |  |           |           |
| 2020-07-07 |         |  |           |           |
| 2020-07-08 |         |  |           |           |
| 2020-07-09 |         |  |           |           |
| 2020-07-10 |         |  |           |           |
| 2020-07-11 |         |  |           |           |
| 2020-07-12 |         |  |           |           |
| 2020-07-13 |         |  |           |           |
| 2020-07-14 |         |  |           |           |
| 2020-07-15 |         |  |           |           |
| 2020-07-16 |         |  |           |           |
| 2020-07-17 |         |  |           |           |
| 2020-07-18 |         |  |           |           |
| 2020-07-19 |         |  |           |           |
| 2020-07-20 |         |  |           |           |
| 2020-07-21 |         |  |           |           |
| 2020-07-22 |         |  |           |           |
| 2020-07-23 |         |  |           |           |
| 2020-07-24 |         |  |           |           |
| 2020-07-25 |         |  |           |           |
| 2020-07-26 |         |  |           |           |
| 2020-07-27 |         |  |           |           |
| 2020-07-28 |         |  |           |           |
| 2020-07-29 |         |  |           |           |
| 2020-07-30 |         |  |           |           |
| 2020-07-31 |         |  |           |           |
| 2020-08-01 |         |  |           |           |
| 2020-08-02 |         |  |           |           |
| 2020-08-03 |         |  |           |           |
| 2020-08-04 |         |  |           |           |
| 2020-08-05 |         |  |           |           |
| 2020-08-06 |         |  |           |           |
| 2020-08-07 |         |  |           |           |
| 2020-08-08 |         |  |           |           |
| 2020-08-09 |         |  |           |           |
| 2020-08-10 |         |  |           |           |
| 2020-08-11 |         |  |           |           |
| 2020-08-12 |         |  |           |           |
| 2020-08-13 |         |  |           |           |
| 2020-08-14 |         |  |           |           |
| 2020-08-15 |         |  |           |           |
| 2020-08-16 |         |  |           |           |
| 2020-08-17 |         |  |           |           |
| 2020-08-18 |         |  |           |           |
| 2020-08-19 |         |  |           |           |
| 2020-08-20 |         |  |           |           |
| 2020-08-21 |         |  |           |           |
| 2020-08-22 |         |  |           |           |
| 2020-08-23 |         |  |           |           |
| 2020-08-24 |         |  |           |           |
| 2020-08-25 |         |  |           |           |
| 2020-08-26 |         |  |           |           |
| 2020-08-27 |         |  |           |           |
| 2020-08-28 |         |  |           |           |
| 2020-08-29 |         |  |           |           |
| 2020-08-30 |         |  |           |           |
| 2020-08-31 |         |  |           |           |
| 2020-09-01 |         |  |           |           |
| 2020-09-02 |         |  |           |           |
| 2020-09-03 |         |  |           |           |
| 2020-09-04 |         |  |           |           |
| 2020-09-05 |         |  |           |           |
| 2020-09-06 |         |  |           |           |
| 2020-09-07 |         |  |           |           |
| 2020-09-08 |         |  |           |           |
| 2020-09-09 |         |  |           |           |
| 2020-09-10 |         |  |           |           |
| 2020-09-11 |         |  |           |           |
| 2020-09-12 |         |  |           |           |
| 2020-09-13 |         |  |           |           |
| 2020-09-14 |         |  |           |           |
| 2020-09-15 |         |  |           |           |
| 2020-09-16 |         |  |           |           |
| 2020-09-17 |         |  |           |           |
| 2020-09-18 |         |  |           |           |
| 2020-09-19 |         |  |           |           |
| 2020-09-20 |         |  |           |           |
| 2020-09-21 |         |  |           |           |
| 2020-09-22 |         |  |           |           |
| 2020-09-23 |         |  |           |           |
| 2020-09-24 |         |  |           |           |
| 2020-09-25 |         |  |           |           |
| 2020-09-26 |         |  |           |           |
| 2020-09-27 |         |  |           |           |
| 2020-09-28 |         |  |           |           |
| 2020-09-29 |         |  |           |           |
| 2020-09-30 |         |  |           |           |
| 2020-10-01 |         |  |           |           |
| 2020-10-02 |         |  |           |           |
| 2020-10-03 |         |  |           |           |
| 2020-10-04 |         |  |           |           |
| 2020-10-05 |         |  |           |           |
| 2020-10-06 |         |  |           |           |
| 2020-10-07 |         |  |           |           |
| 2020-10-08 |         |  |           |           |
| 2020-10-09 |         |  |           |           |
| 2020-10-10 |         |  |           |           |
| 2020-10-11 |         |  |           |           |
| 2020-10-12 |         |  |           |           |
| 2020-10-13 |         |  |           |           |
| 2020-10-14 |         |  |           |           |
| 2020-10-15 |         |  |           |           |
| 2020-10-16 |         |  |           |           |
| 2020-10-17 |         |  |           |           |
| 2020-10-18 |         |  |           |           |
| 2020-10-19 |         |  |           |           |
| 2020-10-20 |         |  |           |           |
| 2020-10-21 |         |  |           |           |
| 2020-10-22 |         |  |           |           |
| 2020-10-23 |         |  |           |           |
| 2020-10-24 |         |  |           |           |
| 2020-10-25 |         |  |           |           |
| 2020-10-26 |         |  |           |           |
| 2020-10-27 |         |  |           |           |
| 2020-10-28 |         |  |           |           |
| 2020-10-29 |         |  |           |           |
| 2020-10-30 |         |  |           |           |
| 2020-10-31 |         |  |           |           |
| 2020-11-01 |         |  |           |           |
| 2020-11-02 |         |  |           |           |
| 2020-11-03 |         |  |           |           |
| 2020-11-04 |         |  |           |           |
| 2020-11-05 |         |  |           |           |
| 2020-11-06 |         |  |           |           |
| 2020-11-07 |         |  |           |           |
| 2020-11-08 |         |  |           |           |
| 2020-11-09 |         |  |           |           |
| 2020-11-10 |         |  |           |           |
| 2020-11-11 |         |  |           |           |
| 2020-11-12 |         |  |           |           |
| 2020-11-13 |         |  |           |           |
| 2020-11-14 |         |  |           |           |
| 2020-11-15 |         |  |           |           |
| 2020-11-16 |         |  |           |           |
| 2020-11-17 |         |  |           |           |
| 2020-11-18 |         |  |           |           |
| 2020-11-19 |         |  |           |           |
| 2020-11-20 |         |  |           |           |
| 2020-11-21 |         |  |           |           |
| 2020-11-22 |         |  |           |           |
| 2020-11-23 |         |  |           |           |
| 2020-11-24 |         |  |           |           |
| 2020-11-25 |         |  |           |           |
| 2020-11-26 |         |  |           |           |
| 2020-11-27 |         |  |           |           |
| 2020-11-28 |         |  |           |           |
| 2020-11-29 |         |  |           |           |
| 2020-11-30 |         |  |           |           |
| 2020-12-01 |         |  |           |           |
| 2020-12-02 |         |  |           |           |
| 2020-12-03 |         |  |           |           |
| 2020-12-04 |         |  |           |           |
| 2020-12-05 |         |  |           |           |
| 2020-12-06 |         |  |           |           |
| 2020-12-07 |         |  |           |           |
| 2020-12-08 |         |  |           |           |
| 2020-12-09 |         |  |           |           |
| 2020-12-10 |         |  |           |           |
| 2020-12-11 |         |  |           |           |
| 2020-12-12 |         |  |           |           |
| 2020-12-13 |         |  |           |           |
| 2020-12-14 |         |  |           |           |
| 2020-12-15 |         |  |           |           |
| 2020-12-16 |         |  |           |           |
| 2020-12-17 |         |  |           |           |
| 2020-12-18 |         |  |           |           |
| 2020-12-19 |         |  |           |           |
| 2020-12-20 |         |  |           |           |
| 2020-12-21 |         |  |           |           |
| 2020-12-22 |         |  |           |           |
| 2020-12-23 |         |  |           |           |
| 2020-12-24 |         |  |           |           |
| 2020-12-25 |         |  |           |           |
| 2020-12-26 |         |  |           |           |
| 2020-12-27 |         |  |           |           |
| 2020-12-28 |         |  |           |           |
| 2020-12-29 |         |  |           |           |
| 2020-12-30 |         |  |           |           |
| 2020-12-31 |         |  |           |           |
| الحالات: عدد الحالات غير المعادة التي أبلغت عنها الحكومة مصادر: Various news sources and state health department websites. See Timeline Table and Timeline narrative for sources. |         |  |           |           |

### فبراير 2020
في الثالث والعشرين من فبراير، اشتُبه بإصابة ثلاث مواطنين من هراة على الأقل بكوفيد-19، إذ كانوا قد عادوا منذ فترة قريبة من مدينة قم الإيرانية. أُرسلت عينات الدم إلى كابل من أجل متابعة التحاليل.
في الرابع والعشرين من فبراير، أكدت أفغانستان أولى حالات كوفيد-19 لأحد المشتبهين الثلاثة من هراة، وهو رجل بعمر الخامسة والثلاثين وصلت نتيجة اختبار سارس كوف 2 الخاص به إيجابية.

### مارس 2020

#### 1 – 14 مارس: بداية الانتشار
في السابع من مارس، أُكدت ثلاث حالات جديدة في ولاية هراة. ارتفع العدد الإجمالي للحالات الإيجابية في أفغانستان إلى 4.
في العاشر من مارس، أُعلن عن الحالة الأولى خارج ولاية هراة في ولاية سمنكان، ما يعني ارتفاع عدد الحالات الإجمالي في أفغانستان إلى 5. كان المصاب أيضًا قد عاد من سفر إلى إيران. ارتفع العدد لاحقًا إلى سبعة مصابين في مساء اليوم ذاته، إذ أعلنت وزارة الصحة العامة الأفغانية عن حالة جديدة في كل من ولايتي هراة وسمنكان.
في الرابع عشر من مارس، أُكدت الحالة الإيجابية العاشرة في البلاد. أعلنت وزارة الصحة العامة تأكيد الحالة الأولى في كل من ولايتي بلخ وكابيسا. أكدت ولاية سمنكان ثالث حالة إيجابية لفيروس كورونا في الولاية. هرب المصاب البالغ من العمر ثلاثة وعشرين عامًا في دولت أباد شمال بلخ من مشفى بو علي سينا بعد وصول نتيجة اختباره إيجابية.
أُعلن عن الحالة الحادية عشر في اليوم ذاته، إذ ذكر عبد القيوم رحيمي حاكم ولاية هراة عن تشخيص إصابة جديدة في الولاية. ارتفع عدد الحالات المؤكدة في هراة إلى 6. في الرابع عشر من مارس، سُجل التعافي الأول من فيروس كورونا في أفغانستان لمريض في ولاية هراة. كان وليد أحمد المتعافي الأول (والذي كان أيضًا الحالة الإيجابية الأولى) قد التقط العدوى بكوفيد-19 من مدينة قم ونُقل إلى المشفى منذ أسبوعين. أُعلن أن المريض المتعافي الأول من كوفيد-19 كان يخضع للحجر الصحي المنزلي. كشفت وزارة الصحة لاحقًا في العشرين من مارس أن ثلاث اختبارات فيروسية قد وصلت سلبية وبالتالي سُمح له بإنهاء الحجر الصحي.

#### 15 – 24 مارس: الوفاة الأولى
أُعلن عن خمس حالات جديدة في الخامس عشر من مارس، كان من بينها الحالة الأولى في ولاية دايكندي.
في السادس عشر من مارس، أُكدت خمس حالات إيجابية جديدة، ما يعني ارتفاع العدد الإجمالي للإصابات إلى 21. هرب 38 مريضًا -من بينهم مريض إيجابي- من الحجر الصحي في ولاية هراة بعد ضرب العاملين في المشفى وكسر النوافذ بمساعدة أقربائهم. كان المرضى الثمانية والثلاثون جميعًا محجورين صحيًا بعد العودة من إيران. أيضًا في ذلك اليوم أعلنت حركة طالبان اعتقال المريض الهارب من منطقة دولت أباد في ولاية بلخ، وتسليمه مرة أخرى إلى السلطات الصحية.
في السابع عشر من مارس، أُكدت 22 حالة جديدة. في ذلك اليوم أيضًا أُعيد سبعة مرضى هاربون من مشفى هراة. بحلول التاسع عشر من مارس، أُكدت حالتان جديدتان للمرة الأولى في ولايتي بادغيس ولوكر.
في الثاني والعشرين من مارس، أُعلن عن عشر حالات إيجابية بعد تحليل 97 عينة، ما رفع عدد الحالات الإيجابية إلى 34. أُعلن عن حالات جديدة في ولايات غزني وقندهار وزابل. كانت الحالتان الإيجابيتان الجديدتان في ولاية كابل لدبلوماسيين أجنبيين. أُعلن عن الوفاة المحتملة الأولى بسبب كوفيد-19 في أفغانستان أيضًا بتاريخ الثاني والعشرين من مارس. كان المريض الذكر حالة مشتبهة جديدة إذ أبدى أعراض المرض. قالت وزارة الصحة إن الرجل راجع مشفى في هراة لأنه كان يعاني من الداء القلبي الوعائي، لكنه نُقل إلى مركز علاج فيروس كورونا في الولاية بعد أن أبدى علامات الإصابة بكوفيد-19. سوف تحدد الخزعة فيما إذا كان مريض هراة قد التقط العدوى بفيروس كورونا أو مات نتيجة مرضه القلبي.
في الثاني والعشرين من مارس، أعلن خليل الله حكمتي مدير صحة ولاية بلخ وفاة أفغاني نتيجة الإصابة بكوفيد-19. توفي الرجل في مديرية جتمال التابعة لولاية بلخ. أُكدت النتيجة الإيجابية للتحليل في الثاني والعشرين من مارس، لكن المريض ذي الأعوام الأربعين كان قد توفي قبل ثلاثة أيام. بحلول نهاية اليوم، ارتفع عدد الحالات الإيجابية إلى 40 بعد الإعلان عن ست حالات جديدة. تضمنت هذه الحالات أولى حالتين في ولاية فراه والحالة الأولى في ولاية غور. أُعلن عن ثلاث حالات جديدة في ولاية هراة. مثل تأكيد 18 حالة جديدة في يوم واحد أكبر زيادة في عدد الحالات الإيجابية خلال يوم واحد في ذلك الوقت. في الثالث والعشرين من مارس، أُعلن عن حالتين جديدتين في ولايتي لوكر وسمنكان. في الرابع والعشرين من مارس، أُعلن عن 32 حالة جديدة ليصل العدد الإجمالي إلى 74. كانت الحالات الإيجابية الجديدة جميعًا في ولاية هراة.

#### 25 – 31 مارس: الوباء
في الخامس والعشرين من مارس، أُعلن عن خمس حالات جديدة إضافة إلى الوفاة الثانية في البلاد. وصل عدد الحالات الإجمالي إلى 79. ارتفع هذا العدد لاحقًا إلى 84 حالة إيجابية. كانت الوفاة الثانية لامرأة بعمر الخامسة والأربعين في ولاية هراة. أُعلن عن الحالة الأولى في ولاية نيمروز إذ كان المصاب قد سافر منذ فترة قريبة إلى إيران. أُعلن عن حالة الشفاء الثانية أيضًا في ذلك اليوم.
في السادس والعشرين من مارس، أُعلن عن وفاتين جديدتين. كانت الوفاة الأولى لمريض في الخامسة والخمسين من العمر في مشفى هراة. كانت الوفاة الثانية في ذلك اليوم والتي أُكدت في المساء لرجل كان قد عاد إلى هراة من العاصمة الإنكليزية لندن. ارتفعت حصيلة الوفيات إلى 4. أُعلن عن عشر حالات إيجابية جديدة، ثمان إصابات منها في ولاية هراة، في حين كانت الحالتان الباقيتان في ولاية نيمروز.
في السابع والعشرين من مارس، أعلنت وزارة الصحة تأكيد 16 إصابة جديدة. تضمنت الإصابات الجديدة 11 مصابًا في ولاية هراة وثلاثة مصابين في ولاية فراه وإصابة واحدة في ولاية غور. وصل العدد الإجمالي للإصابات إلى 110. أُعلن عن حالة الشفاء الثالثة في البلاد. بحلول التاسع والعشرين من مارس، كان عدد الحالات الإيجابية قد وصل إلى 120.
في الثلاثين من مارس، أُعلن عن 25 إصابة جديدة، ما رفع إجمالي عدد المصابين إلى 145. أُعلن عن الحالات الأولى في ولايات بدخشان وننكرهار وبكتيا وسربل، كما شفي اثنان من المصابين. في الحادي والثلاثين من مارس، أعلنت وزارة الصحة ظهور أربع نتائج إيجابية من بين 60 اختبارًا. أُعلن أن اثنين من المصابين من ولاية قندهار، في حين كانت الحالتان الأخريان في ولايتي دايكندي ونيمروز. أُعلن في وقت لاحق عن تأكيد 22 إصابة، 12 منها في ولاية هراة وستة إصابات في كابل وإصابة في كل من ولايات بغلان (الإصابة الأولى في الولاية) وغزنة وباكيتا. بحلول نهاية الشهر، ارتفع العدد الإجمالي للمصابين إلى 196.

### أبريل 2020

#### منذ 1 حتى 9 أبريل
في 1 أبريل، أُعلِن عن 43 حالة جديدة، من ضمنها 16 طبيبًا وممرضًا في هراة وحالتان أخريان في العاصمة كابل. ارتفع العدد الإجمالي لحالات فيروس كورونا إلى 239 حالة. أفاد مسؤولو الصحة بأن أكثر من 100 موظف في المستشفيات في مقاطعة هراة هم من الحالات المشتبه فيها.
في صباح 2 أبريل، أُبلِغ عن ست حالات جديدة. 5 منها في مقاطعة كابل، وحالة أخرى في ولاية دايكندي. بلغ مجموع الحالات 245 حالة. في المساء، ارتفع الرقم حتى 273 حالة، بعد تأكيد 15 حالة جديدة في مقاطعة هراة، فضلًا عن حالة وفاة أخرى. تركزت الحالات الجديدة الـ 13 في ولايات بغلان وكابل وقندهار وبكتيا.
في 3 أبريل، بلغ عدد الحالات المؤكدة 281 حالة. 20 حالة جديدة في هراة، و14 حالة في كابل، وحالة جديدة في كل من ولايات غور وننكرهار ونيمروز. أعلنت وزارة الصحة العامة مساءً إجمالي عدد الحالات البالغ 299 حالة. في ولاية هراة، بلغ عدد الحالات 206 حالات، بينما احتلت ولاية كابل المركز الثاني بعدد الحالات مع 43 حالة. تتضمن الحالات في مقاطعة هراة 144 رجلاً و60 امرأة، فضلاً عن أربع حالات وفاة وخمس حالات شفاء. أُبلِغ عن حالات جديدة في ولايات بلخ وغزني ولوكر وسمنكان. أُبلِغ عن الحالات الأولى في ولايتي فارياب وكندوز.
في 4 أبريل، أعلنت وزارة الصحة العامة أن المجموع بلغ 337 حالة. أُبلِغ أيضًا عن وقوع الوفاة السابعة في البلاد، بينما تعافى مريضان آخران. جرى تحديد الحالات الجديدة الـ 38 في 9 ولايات. سجلت كل من هراة وكابل عشر حالات جديدة، وسجلت قندهار ثماني حالات، وبكتيا ثلاث حالات، وحالتان في بلخ وسمنكان، في حين سجلت ولاية كابيسا وزابل حالة جديدة واحدة. وأفادت ولاية تخار عن أول حالة لديها. ارتفعت حصيلة الحالات في مقاطعة هراة لتصبح 216 حالة، بينما ارتفعت في مقاطعة كابل إلى 53 حالة.
في 5 أبريل، أكدت وزارة الصحة العامة 30 حالة جديدة، ما رفع مجموع عدد الحالات إلى 367 حالة. 16 حالة جديدة في هراة، وست حالات في كابل، وثلاث حالات في نيمروز، وحالتان في كل من فارياب وكندوز، وحالة جديدة واحدة فقط في دايكندي. أُبلِغ عن حالات شفاء جديدة، ليبلغ بذلك إجمالي عدد حالات الشفاء في أفغانستان 17 حالة.
في 6 أبريل، ارتفع عدد الوفيات إلى 11 حالة، إذ أفادت التقارير وفاة أحد الأطباء من مستشفى خاص في كابل ليكون بذلك الضحية الحادية عشرة في البلد. أبلغت أيضًا وزارة الصحة عن حالة الشفاء الثامنة عشرة. ومن بين 2737 حالة مشتبه فيها، عادت نتيجة 367 اختبار فقط بالإيجاب. لكن أُبلِغ مساء هذا اليوم عن 27 حالة جديدة في ولاية هراة (21 رجل و6 نساء) من أصل 140 اختبارًا. وبشكل إجمالي، أُكِّد وجود 56 حالة جديدة إيجابية. 12 حالة جديدة في كابل، و10 حالات في قندهار، و5 حالات في بلخ، وسجلت ننكرهار حالتين جديدتين، ليرتفع بذلك المجموع إلى 423 حالة.
في 7 أبريل، أُبلِغ عن حالتين جديدتين في مقاطعة قندهار. في 8 أبريل، أُعلِن عن الوفاة الرابعة عشرة وحالة الشفاء العشرين. تُوفي طبيب في عيادة في كابل، ثم أغلِقت فيما بعد. وقد تم الإبلاغ عن الحالات الأولى في مقاطعتي هلمند ووردك. في 9 أبريل، أُبلِّغ عن وقوع 40 حالة جديدة، بالإضافة إلى الوفاة الخامسة عشرة و32 حالة شفاء. سُجِّلت 14 حالة جديدة في نيمروز، و10 في كابول، و7 في قندهار، و4 في بكتيا، و2 في بلخ وباميان (الحالات الأولى في الولاية)، وحالة جديدة واحدة في ولاية لوكر. مع تسجيل257 حالة، وقعت أربع حالات وفاة في ولاية هراة من أصل الوفيات الـ 15 الكليّة في أفغانستان. ورغم ذلك، لم تُسجل أي حالات جديدة في مقاطعة هراة في 9 أبريل، بسبب نقص في عدة الاختبار. كشفت الوزارة أن الوفيات المسجلة حتى 9 أبريل استتبعت أربع وفيات في بلخ وهراة، وثلاث في كابل، و2 في ننكرهار، وحالة واحدة في كل من ولايتي دايكندي وتخار.

#### 10 حتى 19 أبريل
في 10 أبريل، أُكِّدت 37 حالة جديدة متضمنةً الحالة الأولى في ولاية بروان. سُجِّلت 16 حالة جديدة في كابل، بينما سُجِّلت ثماني حالات في هراة، وحالتان جديدتان في كل من دايكندي وقندهار ولوكر وتخار. أعلنت وزارة الصحة العامة عن حالة جديدة واحدة في باميان. بحلول 10 أبريل، أُصيب 20 موظف على الأقل في قصر أرق (القصر الرئاسي) في كابل.
أعلنت وزارة الصحة العامة مساءً عن 34 حالة أخرى. سُجِّلت ثماني حالات جديدة في كل من هراة وكابل، وخمس حالات في قندهار، وأربع حالات في نيمروز ووردك، وحالتان في بلخ، في حين كان من نصيب ولاية بادغيس وبغلان وغور حالة جديدة واحدة. بلغ مجموع الحالات 555 حالة، بعد زيادة قدرها 71 حالة، وهو أعلى عدد حالات مبلغ عنها في يوم واحد في أفغانستان. أفادت التقارير أيضًا بوقوع ثلاث وفيات جديدة، بينها رجلان في كابل. نقل أحدهما مرض كوفيد-19 إلى 12 شخصًا في عائلته. كان الرجلان في السابعة والستين والسابعة والثلاثين من العمر.
في 11 أبريل، سُجِّلت 52 حالة جديدة، ليبلغ بذلك العدد الاجمالي 607 حالات. سُجِّل في كابل 28 حالة جديدة، و8 حالات في قندهار، و7 حالات في هراة، و4 حالات في بلخ، وحالتان في باميان، وحالة واحدة جديدة في كل من هلمند وننكرهار وبكتيا. في 12 أبريل، أعلنت وزارة الصحة عن ثلاث وفيات جديدة، بينما بلغ عدد حالات الشفاء 38 حالة. وسُجِّلت 58 حالة جديدة في ست ولايات، منها 28 حالة جديدة في قندهار، و13 حالة في كابول ، و7 حالات في هلمند، و6 حالات في نيمروز، و3 حالات في تخار، وأُبلِغ عن حالة واحدة في كندوز. لم تعلن هراة عن أي حالة جديدة في الولاية للمرة الثانية في ذلك الأسبوع بسبب نقص في عدة الاختبار. بلغت حصيلة الحالات في مقاطعة هراة 280 حالة، بينما ارتفع عدد الحالات في كابل إلى 146 حالة. وقد تصاعد عدد الحالات في قندهار بسرعة إلى 75 حالة.
في 13 أبريل، سجلت وزارة الصحة 49 حالة جديدة في ست مقاطعات. كانت كابل قد سجلت 18 حالة جديدة، تليها قندهار بـ 15 حالة، ثم بلخ بست حالات، وغزنة وهراة بأربع حالات، وأبلغت ننكرهار عن حالتين إيجابيتين جديدتين. ومع تصاعد عدد الحالات إلى 714 حالة، أُعلِن أيضًا عن شفاء 40 حالة، فضلًا عن حالتي وفاة، ليبلغ بذلك عدد الوفيات جراء المرض 23 حالة.
في 14 أبريل، أفادت التقارير بأن مقاطعة سروبي في ولاية كابل، احتوت 31 حالة من حالات كابل الكليّة وشملت أطباء وضباط شرطة. في 14 أبريل، أُثبِتت إيجابية 70 حالة جديدة في 11 ولاية، منها 3 حالات جديدة في كابل، بينما كان في هراة 22 حالة وثلاث حالات جديدة في كل من غزنة وقندهار، في حين كان هناك حالة واحدة في كل من ننكرهار ونيمروز ووردك. سُجلت أول حالتين في ولاية كنر، وكذلك الحالة الأولى في ولاية أروزكان. وفي هراة تصاعد عدد الحالات إلى 306 حالات. بلغ عدد الحالات في كابل 209 حالات، مع 11 حالات شفاء و6 وفيات. بلغ مجموع الحالات في البلاد 784 حالة، منها 43 حالة شفاء و25 حالة وفاة. في 15 أبريل، سُجلت 56 حالة جديدة، ما يعني أن عدد الحالات ارتفع إلى 840 حالة. أُبلِغ عن 37 حالة جديدة في كابل. 11 أعلنت وزارة الصحة عن 11 حالة شفاء و5 وفيات.
في 16 أبريل، أعلنت وزارة الصحة العامة عن 66 حالة جديدة من أصل 465 اختبار، بالإضافة إلى 45 حالة شفاء جديدة. بلغ مجموع الحالات 906 حالة، بينما ارتفع عدد حالات الشفاء حتى 99 حالة. كانت كابل قد سجلت 26 حالة جديدة، وقندهار 15 حالة، وبلخ ست حالات، وخمس حالات في كل من هراة وكندوز، وهلمند 4 حالات، وحالة جديدة في كل من كنر وننكرهار . سُجِّلت الحالات الثلاثة الأولى في ولاية لغمان. سجلت هراة 43 حالة شفاء، بينما سجلت كل من ولاية غور وقندهار حالة شفاء جديدة واحدة.
في 17 أبريل، سجلت وزارة الصحة 27 حالة جديدة و13 حالة شفاء جديدة. سجلت كابل 12 حالة جديدة، وبكتيا 7 حالات، ولوغار 4 حالات، وحالتين في هراة، في حين سُجِّلت حالة واحدة في كل من باميان ودايكندي. في 18 أبريل، توفي رجل في الخامسة والستين من عمره ليصبح بذلك حالة الوفاة السادسة في بلخ، وكذلك الوفاة الحادية والثلاثين في أفغانستان، وكما ذكرت وزارة الصحة فإن ثلاثة مرضى قد توفوا في الساعات الـ 24 الماضية. سُجِّلت 63 حالة جديدة في ثماني ولايات، بما في ذلك الحالة الأولى في ولاية جوزجان. سجلت كابل 31 حالة جديدة، وبلخ 16 حالة، وكنر ست حالات، وهراة أربع حالات، وبغلان ثلاث حالات. أبلغت كل من ولاية فارياب ولغمان عن حالة جديدة واحدة. وفي ذلك اليوم سُجِّلت وفاة شخصين آخرين، بما في ذلك صاحب مستشفى خاص في كابل وجراح في جوزجان، فضلاً عن 15 حالة شفاء جديدة. بلغ مجموع حالات الشفاء 131 حالة، مع ارتفاع عدد الحالات إلى 996 حالة. في 19 أبريل، سجلت ثلاث وفيات أخرى، اثنتان في كابل وواحدة في قندهار. وأكدت وزارة الصحة وقوع 35 حالة جديدة، لسيصل العدد الإجمالي للحالات حتى 1031 حالة. في كابل 15 حالة جديدة، ولغمان 9 حالات، وهراة ستة أشخاص، وكنر 4 حالات، وننكرهار أبلغت عن حالة جديدة واحدة. بحلول 19 أبريل، كانت قد أثبِتت إيجابية اختبار 110 من العاملين في مجال الصحة (90 رجلا و 20 امرأة) ومات أربعة منهم. ارتفع عدد حالات الشفاء إلى 135 حالة، وتضاعف عدد حالات الإصابة بمرض كوفيد-19 في قصر أرق إلى 40 حالة.

#### 20 حتى 30 أبريل
في 20 أبريل، تم تأكيد 66 حالة جديدة من أصل 311 اختبار. سجلت كابل 52 حالة جديدة، ولغمان 5 حالات، وأُبلِغ عن أربع حالات في بغلان وننكرهار ، وحالة جديدة في بكتيا. سُجِّلت 15 حالة شفاء جديدة. بلغ عدد الحالات 1,092 حالة، مع بلوغ عدد حالات الشفاء 150 حالة. وفي 21 أبريل، أكدت وزارة الصحة 84 حالة جديدة. ثمة 28 حالة جديدة منها في كابل، و22 حالة في قندهار، و6 حالات في ننكرهار ، و5 في نيمروز، و4 حالات في هلمند وكابيسا، و3 حالات في هراة وكنر، وحالتان في كل من غزنة وزابل، بينما سجلت باميان وفرح ولغمان وبكتيا وبروان حالة واحدة جديدة. وبلغ عدد الوفيات 40 حالة، مع بلوغ عدد حالات الشفاء 166 حالة.
في 22 أبريل، أُعلِن عن وفاة شخصين جديدين، فضلًا عن 14 حالة شفاء جديدة. وأكدت وزارة الصحة 106 حالات جديدة. سجلت قندهار 53 حالة جديدة، وهراة 21 حالة، وكندوز 15 حالة، وجوزجان 10 حالات، وكابل وننكرهار 6 حالات، ونيمروز خمس حالات، وكابيسا ولوغار أربع حالات، وكنر وبكتيا ثلاث حالات، وغزنة حالتان، في حين سجلت بروان وتخار حالة جديدة واحدة. وسجلت ولايتا بكتيكا وبانشير أول حالتين لهما.
في 23 أبريل، تم تأكيد 63 حالة جديدة. من أصل 95 حالة (منها حالات وقعت في المساء السابق)، سجلت قندهار 53 حالة جديدة، وبلخ 21 حالة، وكابل 11 حالة، وتخار 10 حالات، وننكرهار وبانشير 5 حالات، وهراة 3 حالات، وفرح حالتين، وسجلت كل من ولاية دايكندي، ولغمان، ونيمروز، وبروان حالة واحدة. أعلنت وزارة الصحة عن خمس حالات شفاء في هراة وأربع في قندهار. بلغ مجموع حالات الشفاء 188 حالة. سُجِّلت وفاة جديدة في قندهار مع ارتفاع إجمالي عدد الوفيات في أفغانستان إلى 43. وفي المساء، أعلنت بلخ عن 21 حالة جديدة وأعلنت نيمروز عن حالة جديدة واحدة. توفي مريض مشتبه فيه في كابل قبل إثبات إيجابية اختباره.
في 24 أبريل، أبلغت وزارة الصحة عن 112 حالة جديدة. من أصل 133 حالة (بعضها من المساء السابق)، سجلت هراة 25 حالة، وبلخ 21 حالة، وقندهار 20 حالة، وكابل وبكتيا 16 حالة، ونيمروز وسمنكن 7 حالات، وسجلت كل من كابيسا ولوغار وزابل ثلاث حالات، بينما سجلت كل من باميان، وغور، وأروزكان حالتين اثنتين، وسجلت كل من بغلان، وهلمند، وبروان ووردك حالة جديدة واحدة. أُبلِغ أيضًا عن وقوع أربع وفيات جديدة خلال 24 ساعة، أحدها أسد الله فضلي، الذي شغل سابقًا منصب رئيس مديرية الصحة العامة في كنر. بلغ عدد حالات الشفاء 206. في 25 أبريل، ارتفع عدد الوفيات إلى 50 حالة. ومن بين الوفيات الثلاثة الجديدة، وقعت اثنتان في غزنة وواحدة في هراة. أُثبِتت إيجابية 68 اختبار من أصل 242 اختبار. سجلت غزنة 13 حالة، وبكتيا 11، وبكتيكا 9، وبلخ 8، وبادغيس وكابل 6، وكل من هراة وننكرهار 4، وخوست ولغمان ثلاث حالات، وسُجِّلت حالة واحدة في بغلان. وبلغ عدد حالات الشفاء 207 حالات.
في 26 أبريل، أُثبِتت إيجابية 172 حالة جديدة من أصل 600 عينة عبر 18 ولاية. احتوت ولاية بلخ 34 حالة، وهراة 33حالة، وكابل 27 حالة، وقندهار 21 حالة، وبغلان وبكتيا 8 حالات، وكندوز 7 حالات، وغور سربل 5 حالات، وهلمند 5 حالات، وسجلت كل من فارياب، ونيمروز، وسمنكن 4 حالات، وسجلت كل من خوست، ولغمان، وننكرهار ثلاث حالات، وسجلت هلمند حالتين، بينما سجلت كل من بكتيكا وبانشير حالة جديدة واحدة. أكدت وزارة الصحة سبع حالات وفاة جديدة. بلغ عدد حالات الشفاء 220 حالة. في 27 أبريل، أُثبِتت إيجابية 125 حالة جديدة من أصل 361 عينة عبر 18 ولاية. وكان من نصيب هراة 21 حالة، وكابل 15، وبلخ 10، ولوغار 9، وجوزجان 8، وسجلت كل من لغمان، وبكتيا، وبانشير 7 حالات، وغزنة وتخار 6، وننكرهار 5، وسجلت كل من هلمند، وكنر، ووردك حالتين، بينما سجلت بدخشان، وبادغيس وكابيسا حالة واحدة جديدة. أُبلِغ عن حالة وفاة جديدة. وبلغ عدد حالات الشفاء 228 حالة.
في 28 أبريل، أُثبِتت إيجابية 111 حالة جديدة. وبلغ عدد الحالات المؤكدة 1939 حالة. وبلغ عدد الوفيات 60، وبلغ عدد حالات الشفاء 252. في 29 أبريل، أُثبِتت إيجابية 232 حالة من أصل 581 عينة عبر 23 ولاية. وبلغ عدد الحالات المؤكدة 2171 حالة. سجلت قندهار 45 حالة، وبلخ 41، وكابل 20، وغزنة 12، ولوغار وبكتيا 10، وبانشير وسمنكن 9، وتخار 8، وكندوز 7، وكل من بغلان وننكرهار 5، وبادغيس ووردك 4، ولغمان 3، وبروان 2، بينما سجلت كل من فارياب وسربل حالة جديدة واحدة. وأفادت التقارير بوقوع أربعة وفيات جديدة، اثنتان منها في هراة وواحدة في كابل. وبلغ عدد حالات الشفاء 260 حالة.
في 30 أبريل، أُثبِتت إيجابية 164 حالة جديدة. وارتفع عدد الحالات إلى 2335 حالة. وأعلنت وزارة الصحة عن 50 حالة شفاء جديدة وأربع وفيات جديدة. وقد بلغ عدد حالات الشفاء 310 حالات. أُصيب 228 شخص من العاملين في مجال الصحة بالعدوى.

### مايو 2020

#### من 1 إلى 9 مايو
في 1 مايو، أبلغت وزارة الصحة عن تسجيل 179 حالة جديدة بعد اختبار 591 عينة في 12 مقاطعة، ليصل المجموع إلى 2469. ومن ضمن 164 حالة، أعلنت وزارة الصحة أن كابول فيها 75 حالة، هيرات 23، بلخ 18، جوزجان 16، كندهار 15، غازني 10، بغلان 7، لوغار 5، تاخار 4 غور، زابول 2، وهلمند حالة واحدة. وصل عدد حالات الشفاء إلى 331 بينما بلغ عدد الوفيات 72، بالإضافة إلى إصابة 249 من العاملين في القطاع الصحي.
في 2 مايو، أعلنت وزارة الصحة عن تسجيل 235 حالة جديدة: في كابول 65، كندهار 54، هيرات 19، بانشير 14، تاخار 13، نانغارهار 12، غور وسامانجان 10، بغلان 9، ورداك 7، بادغيس وباميان ولاغمان 5، كانار وبروان 2، بينما سجلت هلمند حالة واحدة. بلغ عدد حالات الشفاء 345. سُجّلت 13 حالة وفاة جديدة في جميع أنحاء أفغانستان، ما يعني أن عدد الوفيات بلغ 85.
في 3 مايو، أعلنت وزارة الصحة عن تسجيل 190 حالة جديدة: في بكتيا 41، هيرات 30، كندهار 25، كابول 24، بلخ 17، نغمار 13، لغمان 11، سار بول 6، كونار 5، زابول 3، بينما سجلت كل من هلمند وخوست ونمروز وأوروزجان حالة جديدة واحدة فقط. سُجّلت خمس وفيات جديدة، من بينها اثنان في باكتيا. أبلغت كل من هيرات وكابول وورداك عن وفيات جديدة. بلغ عدد الوفيات 90 وعدد حالات الشفاء 397.
في 4 مايو، أعلنت وزارة الصحة عن تسجيل 330 حالة جديدة، وهو أكبر عدد أُعلن عنه خلال يوم واحد في أفغانستان: هيرات 59، كابول 45، كندهار 41، بلخ 38، باكتيا 26، نانغارهار 13، بانجشير 12، لاغمان وتخار 11، لوغار وسامانغان 10، باكتيكا 9، باروان 7، فارياب 6، غازني كونار وكوندوز 5، كابيسا وورداك 4، باداخشان وزابول 3، في حين سجلت هلمند حالة جديدة واحدة. سُجّلت خمس وفيات جديدة، اثنين منها في لوغار. بلغ عدد الوفيات 95 بينما عدد حالات الشفاء 421.
في 5 مايو، أعلنت وزارة الصحة عن تسجيل 31 حالة شفاء جديدة و9 وفيات. من ضمن 168 حالة جديدة، 67 منها في كابول، و32 في هيرات، و14 في كندهار، و11 في نانغارهار، و9 حالات في كل من فارياب ولغمان، 8 في لوغار، و4 في بغلان وبلخ وباكتيا، و2 في كونار، وحالة واحدة في هيلماند وسمنغان وسار بول. سُجّلت الحالة الأولى في مقاطعة نورستان، وهي المقاطعة الأخيرة التي أبلغت عن حالة كوفيد-19. بلغ عدد حالات الشفاء 458، وعدد الوفيات 104.
في 7 مايو، ورد أن وزير الصحة ، د. فيروز الدين فيروز، كان إيجابيًا لكوفيد-19 وعُزل في منزله. أبلغت وزارة الصحة عن تسجيل 215 حالة جديدة: هيرات 57، كابول 50، بلخ 31، كندهار 17، جوزجان 11، باكتيا 9، غور 8، كونار 7، لوغار 6، فراب 4، باكتيكا وزابول 3، بينما سجلت خوست ولاغمان حالتين. سُجّلت 4 حالات شفاء جديدة في هيرات، وأُبلغ عن وفاة شخصين. كان أحد الأشخاص في ننكرهار يبلغ من العمر 30 عامًا يعاني من أمراض القلب والآخر كان يبلغ من العمر 50 عامًا يعاني من الربو.
في 8 مايو، أبلغت وزارة الصحة عن تسجيل 253 حالة جديدة بعد إجراء 520 اختبار، بالإضافة إلى 29 حالة شفاء جديدة و6 حالات وفاة. بلغ عدد الوفيات 115، وإجمالي حالات الشفاء 502.
في 9 مايو، أبلغت وزارة الصحة عن تسجيل 361 حالة جديدة: كابول 117، هيرات 59، بلخ 31، كندهار 26، بغلان 21، لاغمان 12، سامانغان وورداك 11، بانجشير 9، نانغارهار وباروان 8، كونار 7، هيلمان 5، بدخشان وغزنة كان لديهم أربعة ، وخوزجان وسار بول 3، وباكتيكا 2، بينما سجلت كل من باكتيا وزابول حالة واحدة فقط. أصيب ستة سجناء في ننكرهار. أُبلغ عن 4 وفيات جديدة، ليصل عدد الوفيات إلى 120. خرج 65 مريضاً من المستشفى بعد شفائهم بالكامل.

#### 19-10 مايو
في 10 مايو، أعلنت وزارة الصحة عن تسجيل 285 حالة جديدة: كابول 161، كندهار 30، بادغيس ولوغار 18، كونار ونانغارهار 16، هيرات 7، هلمند وباروان 3، نورستان 2، وفي وورداك حالة جديدة واحدة فقط. خضع 365 شخص لاختبار كوفيد-19 في كابول كان منهم 161 اختبارًا إيجابيًا. أعلن نائب وزير الصحة أن خطر جائحة كوفيد-19 في أفغانستان لا يزال مرتفعًا. سُجّلت حالتي وفاة جديدتين، واحدة في كندهار والأخرى في نانغارهار. سُجّلت 16 حالة شفاء جديدة.
في 11 مايو، أعلنت وزارة الصحة عن تسجيل 281 حالة جديدة، ليصل عدد الحالات الإجمالي إلى 4,963 حالة: كابول 84، بلخ 33، ورداك 28، بادغيس ونانغارهار 20، كندهار 13، و
هيرات وبنجشير 12، هلمند 7، سار بول وزابول 5، وجوزجان وباروان وبدخشان وكابيسا 3، غور 2، بينما سجلت كل من بغلان وفارياب وباكتيا وسامانغان وأوروزجان حالة واحدة فقط. سُجّلت خمس وفيات جديدة، وأصبح العدد 127، ارتفع عدد حالات الشفاء إلى 610.
في 12 مايو، أعلنت وزارة الصحة عن تسجيل 259 حالة جديدة بعد إجراء 619 اختبار، ليصل العدد الإجمالي إلى 5226: قندهار 29، كابول 27، نغرهار 23، هيرات 22، كونار وبروان 10، بادغيس 8، جوزجان 7، بغلان ولوغار وورداك 6، دايكوندي وبنجشير 5، فارياب 4، قندوز ونمروز وزابول 3، باميان وهلمند 2، وفي كل من غور ولاغمان حالة جديدة واحدة فقط. سُجّلت خمس وفيات جديدة، وبلغ العدد 132، وعدد حالات الشفاء 648.
في 13 مايو، أعلنت وزارة الصحة عن تسجيل 413 حالة جديدة بعد إجراء 1008 اختبار، ليصل العدد الإجمالي إلى 5639: كابول 188 حالة من 441 اختبار، كندهار 34، نانغرهار 30، بغلان 25، سامانغان 20، باكتيا 15، ورداك 9، لاغمان وسار بول 5، باكتيكا 4، وزابول 3، وبنجشير 2، في فارياب ونورستان حالة جديدة واحدة فقط. سُجّلت أربع وفيات جديدة، وبلغ العدد الكلي 136، وعدد حالات الشفاء 691. بحلول 13 مايو، أُجري 19,732 اختبارًا.
في 14 مايو، أعلنت وزارة الصحة عن تسجيل 414 حالة جديدة بعد إجراء 1122 اختبار، ليصل العدد الإجمالي إلى 6,053. كابول 162، هيرات 132، نانغارهار 26، سمنغان 19، كندهار 13، باكتيا 12، جوزجان 9، لغمان 8، فارياب 6، قندوز وزابول 5، باكتيكا 4، وخوست 3، كابيسا 2، سجلت كل من دايكوندي هيلماند وسار بول حالة جديدة واحدة فقط. سُجّلت 17 حالة وفاة جديدة، وبلغ العدد الكلي 153، ارتفع عدد حالات الشفاء إلى 745.
في 15 مايو، أعلنت وزارة الصحة عن تسجيل 349 حالة جديدة، ليصل العدد الإجمالي إلى 6402: كابول 126، باكتيا 56، نانغارهار 37، هيرات 29، بغلان 11، كندهار ولوغار 10، لاغمان وسار بول 8، بادغيس وجوزجان 5، قندوز 3، وفي باميان وبنجشير وورداك حالة جديدة واحدة فقط. سُجّلت 15 حالة وفاة جديدة و 32 حالة شفاء جديدة، بلغ عدد الوفيات 168، وعدد حالات الشفاء 745.
في 16 مايو، أُعلن عن تسجيل 262 حالة إيجابية جديدة، ليصل عدد الحالات الإيجابية إلى 6664: كابول 60، هيرات 57، سامانغان 22، لوغار 14، خوست 11، باكتيا وباروان ووردك 10، بادغيس وفارياب وكابيسا وباكتيكا 8، بينما سجلت بغلان 6 حالات. سًجّلت حالتي وفاة و7 حالات شفاء. بلغ عدد الوفيات 169، وعدد حالات الشفاء 784. في 16 مايو، أعلن الأطباء في سجن بول الشرقي ومركز الاعتقال في كابول أن 50 سجيناً وعاملاً كانت نتائجهم إيجابية لاختبار كوفيد-19 من بين 600 حالة أخرى مشتبه بها.
في 17 مايو، أُعلن عن تسجيل 408 حالة إيجابية جديدة، ليصل العدد الإجمالي إلى 7072: كابول 162، هيرات 95، خوست 19، بروان 18، بكتيا 15، ورداك 8، لوغار 7، وباغلان 6، ديكوندي وغور وكونار وباكتيكا 4، قندوز وبنجشير 3، كابيسا 2، بينما سجلت لاغمان حالة جديدة واحدة فقط. سُجلت 3 وفيات و23 حالة شفاء. بلغ عدد الوفيات 173، وارتفع عدد حالات الشفاء إلى 801.
في 18 مايو، أُعلن عن تسجيل 581 حالة إيجابية جديدة، ليصل العدد الإجمالي إلى 6553: كابول 165، نانغارهار 134، بلخ 55، هيرات 38، لاغمان 30، باكتيا 29، سامانغان 23، غازني 21، كونار 16، سار بول 15، بادغيس 13، بانجشير 9، وبغلان 5، وقندوز وباروان 4، وباكتيكا 3، خوست 2، بينما سجلت كل من بدخشان ودايكوندي وورداك حالة جديدة واحدة فقط. سُجّلت خمس وفيات و45 حالة شفاء. بلغ عدد الوفيات 178، وعدد حالات الشفاء 850.
في 19 مايو، أُعلن عن تسجيل 492 حالة إيجابية جديدة، ليصل العدد الإجمالي إلى 8145: كابول 262، هيرات 59، بلخ 33، بغلان 30، تخار 28، جوزان 14، نانغارهار وباكتيا 10، بانجشير وبروان 9، كونار 7، لوغار 6، كابيسا 5، سار بول 4، بينما سجلت غازني حالتين جديدتين. سُجّلت 10 وفيات و 80 حالة شفاء. بلغ عدد الوفيات 187، وعدد حالات الشفاء 930. 

#### 20 إلى 31 مايو
في 20 مايو، أُعلن عن تسجيل 531 حالة إيجابية جديدة، ليصل العدد الإجمالي إلى 8676: كابول 274، هيرات 69، بلخ 55، نانغارهار 35، وورداك 26، سار بول 15، وبروان 13، خوست وباكتيكا 12، باكتيا 7، فارياب 3، جوزجان 2، بينما سجلت بادغيس حالة جديدة واحدة فقط. أُبلغ عن 6 وفيات و8 حالات شفاء. بلغ عدد الوفيات 938، وعدد حالات الشفاء 938.
في 21 مايو، أُعلن عن تسجيل 542 حالة إيجابية جديدة، ليصل العدد الإجمالي إلى 9216: كابول 316، هيرات 47، نانغارهار 24، بغلان 23، بلخ 19، كونار 18، لغمان 15، غازني 13، بانجشير 8، دايكوندي وباكتيا 5، قندوز 4 ورداك 3، ونورستان 2، بينما سجلت كابيسا ولوغار حالة جديدة واحدة فقط. أُبلغ عن 12 حالة وفاة و 58 حالة شفاء. بلغ عدد الوفيات 205 وعدد حالات الشفاء 993.
في 22 مايو، أُعلن عن تسجيل 782 حالة إيجابية جديدة، ليصل العدد الإجمالي إلى 9899 حالة: كابول 377، هيرات 150، بلخ 49، غازني 47، نانغارهار 32، باكتيا 28، سامانغان 21، بغلان، لوغار وباكتيكا 12، كابيسا 11، كونار 10 لاغمان بادغيس وغور 4. أُبلغ عن 11 حالة وفاة و 44 حالة شفاء. بلغ عدد الوفيات 216، وعدد حالات الشفاء 1,040.
في 25 مايو، أُعلن عن تسجيل 658 حالة إيجابية جديدة، ليصل العدد الإجمالي إلى 11831. كابول 237، هيرات 86، بلخ 77، بغلان 59، بادغيس 52، نانغارهار 27، باميان 11، لوغار 7، كابيسا 6، سار بول 4، بينما سجلت سامانغان وتاخار حالة جديدة واحدة فقط. سُجّلت حالة وفاة جديدة، ليصل عدد الوفيات إلى 220، أُعلن عن 31 حالة شفاء جديدة في بلخ، وزاد عدد حالات الشفاء إلى 1128.
في 26 مايو، أُعلن عن تسجيل 625 حالة إيجابية جديدة، ليصل العدد الإجمالي إلى 12,456. كابول 360، هيرات 108، بلخ 50، باروان 26، تاخار 24، كونار 14، بغلان وبنجشير 9، غور ولغمان 8، نانغارهار 5، باميان 2. بلغ عدد الوفيات 227، وعدد حالات الشفاء 1138.
في 27 مايو، أُعلن عن تسجيل 580 حالة إيجابية جديدة، ليصل العدد الإجمالي إلى 13036: كابول 322، وهيرات 139، بنجشير 27، بلخ 22، باكتيا 20، فارياب 15. بلغ عدد الوفيات 235، وعدد حالات الشفاء 1209.
في 28 مايو، أُعلن عن تسجيل 623 حالة إيجابية جديدة بعد إجراء 985 اختبار، ليصل العدد الإجمالي إلى 13659: كابول 271، هيرات 179، نانغارهار 67، بلخ 23، خوست 18، لغمان 13، بدخشان وبروان 10، بينما سجلت كل من باميان، دايكوندي، كونار، لوغار، باكتي، باكتيكا وتاخار سجلت أقل من 10 حالات جديدة. أُبلغ عن 11 حالة وفاة: في هيرات 7، خوست 2، وفي كل من بلخ وكابول وفاة واحدة فقط. أُعلن عن 50 حالة شفاء جديدة: باكتيكا 21، وكابول 15، هيرات 5، وخوست 3، بينما سجلت نورستان حالة شفاء واحدة.
في 29 مايو، أُعلن عن تسجيل 866 حالة إيجابية جديدة بعد إجراء 1425 اختبار وأبلغت 16 مقاطعة عن وجود حالات جديدة: كابول 411 من بين 707 اختبار، بينما سجلت فارياب حالتين جديدتين. أُبلغ عن 44 حالة شفاء وثلاث وفيات. سجلت كل من لوغار وباكتيا وفاة واحدة لكل منهما. أعلنت هيرات عن 17 حالة شفاء، وبادغيس عن 16، وكابول عن 6، بينما سجلت قندوز 5 حالات شفاء جديدة.
في 30 مايو، أُعلن عن تسجيل 680 حالة إيجابية جديدة بعد إجراء 1112 اختبارًا. أبلغت كابول عن 371 حالة جديدة من بين 624 اختبار، هيرات 111، بلخ 75، سامانغان 33، تاخار 22، نانغارهار 21، لاغان 18، بينما سجلت كل من باميان، ودايكوندي، وكونار، ولوغار، وبروان أقل من 10 حالات جديدة. سُجّلت 25 حالة شفاء و 8 وفيات.
بلغ عدد الوفيات 257، وعدد حالات الشفاء 1328.
في 31 مايو، أُعلن عن تسجيل 545 حالة إيجابية جديدة بعد إجراء 1,168 اختبارًا، ليصل العدد الإجمالي إلى 15750: هيرات 117، باكتيا 92، كابول 66، نانغارهار 50، سامانغان 48، سار بول 22، باميان 20، لوغار 17، بدخشان وغور وتاخار 14، فارياب وورداك 12، في حين سجلت باغديس وبلخ وكونار ولغمان أقل من 10 حالات. سُجّلت 100 حالة شفاء و 8 وفيات. انخفض عدد حالات كوفيد-19 في كابول للمرة الأولى منذ أسبوعين.

### يونيو 2020

#### من 1 إلى 9 يونيو
في 1 يونيو، أُعلن عن تسجيل 759 حالة إيجابية جديدة، ليصل العدد الإجمالي إلى 16509. كابول 266، هيرات 212، باكتيا 66، بلخ 39، نانغارهار 34، بغلان 27، خوست 25، باريان 21، فارياب وغازني 18، تاخار 17، كابيسا 7، باروان 4، بدخشان 3 حالات، بينما سجلت سامانغان حالتين جديدتين. أُبلغ عن 5 وفيات و22 حالة شفاء. بلغ عدد الوفيات 270، وعدد حالات الشفاء 1450.
في 2 يونيو، أُعلن عن تسجيل 758 حالة إيجابية جديدة بعد إجراء 1,323 اختبارًا، ليصل العدد الإجمالي إلى 17,267: كابول 332، هيرات 216، كندهار 54، بلخ 52، بينما سجلت 8 مقاطعات أخرى أقل من 50 حالة جديدة. سُجّلت 78 حالة شفاء و24 حالة وفاة. بلغ عدد الوفيات 270، وعدد حالات الشفاء 1450.
في 3 يونيو، أشارت أريانا نيوز إلى عدم اتباع المسؤولين الحكوميين لإرشادات التباعد الاجتماعي أثناء الاجتماعات. بالإضافة إلى عدم تسجيل جميع الوفيات بشكل رسمي، إذ لم يُبلغ عن بعض حالات كوفيد-19. في محافظة قندوز، أعلن مسؤولون محليون أن حاكم إحدى المقاطعات والقائد العام للشرطة الإقليمية، الجنرال راشد بشير، قد توفي بسبب كوفيد-19.

## حالات أخرى
في 12 مارس، كشفت باكستان عن وجود حالتين في معبر تورخم الحدودي، إذ وردت أخبار أن مواطنًا أفغانيًا مصابًا بفيروس كورونا كان عائدًا من بلدة تورخم إلى أفغانستان. كانت الحالة الثانية المكتشفة على الحدود لموظف في السفارة الباكستانية من العاصمة كابل. في 15 مارس، رحّلت باكستان 10 أفغانيين في تورخم بعد أن أظهروا أعراضًا شبيهةً بالإنفلونزا.
في 24 مارس، أبلغت مهمة «الدعم الحازم» التابعة لحلف الناتو عن ظهور أربع حالات إيجابية بين أعضاء خدمة التحالف.
في 23 مارس، توفي مواطن أفغاني بعمر 51 سنةً في المدينة المنورة في السعودية نتيجة إصابته بفيروس كورونا، وأُعلن عن وفاته في 24 مارس ليكون أول حالة وفاة مسجلة في البلاد.

## الإجراءات الوقائية

### المنشآت الصحية ومرافق الاختبار
| الولاية              | مستشفيات مرضى كوفيد-19 | عدد الاختبارات الممكنة في اليوم |
| ننكرهار              | 1                      | 200                             |
| قندهار               | 1                      | -                               |
| كابول                | 3                      | 400                             |
| هراة                 | 2                      | 140                             |
| بلخ                  | 1                      | 50                              |
| الحصيلة (5 الولايات) | 8                      | 790                             |

#### مارس 2020
بحلول 10 مارس، أنفقت الحكومة الأفغانية 15 مليون دولار خلال استجابتها للفاشية، واختبرت ما مجموعه 142 حالةً مشتبهةً، كانت 5 منها إيجابيةً فقط. أُرسلت الاختبارات إلى هولندا للتأكد من دقتها، وأُعدت مراكز العزل على امتداد البلاد.
بحلول 14 مارس، أنفقت الحكومة الأفغانية 25 مليون دولار في جهودها للتعامل مع الفاشية، وهذا تضمن تخصيص 7 ملايين دولار لحزم المساعدات. زودت الحكومة الأفغانية مراكزها بـ 500,000 جهاز اختبار. في 14 مارس، اختبرت وزارة الصحة العامة 181 حالةً مشتبهة، وأُخذت العينات من ولايات هرات وسمنكان وكابيسا وبلخ ودايكندي وبروان وبكتيا.
في 18 مارس، سجلت وزارة الصحة العامة 340 حالةً مشتبهةً على الأقل في 23 ولاية في البلاد منذ بدء الفاشية، وبحلول 18 مارس، جهزت الحكومة 5 مراكز حجر صحي في هرات ونيمروز.
في 20 مارس، صرحت وزارة الصحة العامة إنه من غير المسموح للمختبرات والمشافي الخاصة إجراء الفحوص للمرضى المصابين والمشتبهين. أعلنت وزارة الصحة العامة عن نيتها زيادة قدرة المختبرات على إجراء الاختبارات على عينات فيروس كورونا في هيرات وبلخ، وأُعلن عن وجود مختبر جديد قيد الإنشاء في هيرات، بعد أن كان المختبر الوحيد في البلاد في كابل، إذ كان تشخيص المرضى الذين يخضعون للاختبار يستغرق وقتًا طويلًا. قيدت وزارة الصحة لاحقًا سياسة الاختبار، ليقتصر فقط على الناس المصابين بحمى عالية.
وردت أنباء عن زيارة العائدين من إيران المستشفى الأفغاني الياباني للأمراض السارية الذي يعالج مرضى كوفيد-19 في كابل دون أن يخضعوا لاختبار. بحلول 27 مارس، أُجري 600 اختبار فقط للعائدين من إيران. صرحت الوزارة أنها أجرت بالمجمل أكثر من 1000 اختبار بحلول 28 مارس.
في 30 مارس، أعلن وزير الصحة العامة فيروز الدين فيروز عن خطة لزيادة قدرة المنشآت الصحية في أفغانستان على إجراء الاختبارات لتصل إلى 1000 اختبار يوميًا بحلول نهاية الأسبوع. خُصص أحد المراكز المستخدمة سابقًا لعلاج الحيوانات ليصبح منشأة اختبار، ويجري ما يقارب 100 اختبار كل 24 ساعة. بحلول نهاية مارس 2020، بلغت قدرة مراكز اختبار كوفيد-19 في أفغانستان 600 اختبار في اليوم، 400 منها في كابل و100 في هيرات و 100 في ننكرهار.

#### أبريل 2020
في الرابع من أبريل، افتتحت وزارة الصحة العامة مركز اختبار في مدينة مزار شريف في ولاية بلخ، مع قدرة اختبار تبلغ 30 حالة في اليوم. كان من المتوقع أن تبلغ قدرة اختبار المركز 200 حالة يوميًا خلال أسبوع. في ذلك اليوم أيضًا، افتتح مستشفًى مؤقت بسعة 300 سرير في ولاية هيرات، وهو مخصص لاستقبال مرضى كوفيد-19.
قرر رجل أعمال محلي تحويل فندقه إلى مستشفًى ومركز علاج لمرضى كوفيد-19. يعتبر المستشفى الجديد ثاني مركز لمرضى كوفيد-19 في الولاية، ومن المخطط أن ترتفع سعة المستشفى إلى 1000 سرير. يمكن قبول الحالات المشتبهة في ولاية هيرات في المستشفى إذا دعت الحاجة. وُظف نحو 200 طبيب وممرضة في المستشفى وتلقوا التدريب اللازم لعلاج حالات كوفيد-19. افتتحت منشأة اختبار في قندهار في السابع من أبريل، لتلبي احتياجات ولايات هلمند وأروزكان وزابل، وفي الثامن من أبريل، أعلنت وزارة الصحة أن هناك 300 جهاز تنفس اصطناعي فقط في أفغانستان.
في 12 أبريل، أُعلن عن تعليق العمل في مركز الاختبار الجديد في هيرات مدة أسبوعين بسب نقص أجهزة الاختبار، ما نجم عنه عدم تسجيل حالات جديدة فيها في 9 و 12 أبريل. امتلك المركز الجديد القدرة على إجراء 140 اختبارًا فقط في اليوم، ووجب عليه اختبار العينات القادمة من كل من ولاية بادغيس وفراه وغور ونيمروز. في ذات الوقت، افتُتح مستشفًى جديد في مزار شريف بقدرة علاجية تصل حتى 200 مريض، ورغم ذلك، لا يوجد سوى 15 جهاز تنفس اصطناعي. يُعد هذا المستشفى السادس المخصص لمرضى كوفيد-19 بعد تخصيص مستشفيين في هيرات واثنين في كابل وآخر في ننكرهار. تبلغ قدرة مركز منشأة بلخ 50 اختبارًا في اليوم على النقيض من مركز هيرات. هناك أيضًا مستشفى بسعة 350 سريرًا في بلدة إينو مينا في قندهار.
في 15 أبريل، أُبلغ عن وجود 40 مريضًا في المستشفى في ولاية هيرات، ما يعني أن نحو 260 مريضًا عُزلوا في المنزل بناءً على طلبهم الخاص. بقي المرضى المعزولون على تواصل مع أطبائهم. في 16 أبريل، أوقف المستشفى الأفغاني الياباني في كابل قبول عينات اختبار كوفيد-19 مدة يومين بسب الزيادة الكبيرة في الطلبات، رغم امتلاكه سعة اختبار تبلغ 300 عينة يوميًا. أُبلغ عن انتظار بعض الناس مدة أسبوعين تقريبًا للحصول على نتائج اختباراتهم.
في 18 أبريل، أُبلغ عن وجود نقص في أجهزة الاختبار في بلخ، ما أدى إلى توقف إجراء الاختبارات. في 17 أبريل، أعلن مركز الاختبار في بلخ عن حاجته إلى معدات صحية للأطباء، وأُعلن أيضًا عن نقص أجهزة اختبار الحمض لنووي الريبوزي (الرنا)، لكن منظمة الصحة العالمية (دبليو إتش أو) زودت أفغانستان ببعض أجهزة الاختبار.
عُقدت مراسم افتتاح مركز جديد لعزل وعلاج مرضى كوفيد-19 بسعة 200 سرير في قصر دار الأمان. بُنيت منشأة علاج جديدة بسعة 20 سريرًا بسبب وجود 30 وفاةً مشتبهةً في مديرية سروبي في ولاية كابل. بحلول 18 أبريل، بلغ إنفاق الحكومة 15 مليون دولار لصالح وزارة الصحة العامة (إم أو بّي إتش)، وفي ذلك الحين، لم يكن مبلغ المئة مليون دولار من البنك الدولي قد وصل. أُعلن عن خطة إعداد مركز عزل بسعة 10,000 سرير إضافةً إلى ما مجموعه 100,000 سرير في مراكز أفغانستان. بلغ عدد العينات المختبرة 5,800 عينة حتى 18 أبريل.
بحلول 20 أبريل، أُجري ما يزيد عن 6,000 اختبار، ووصل 5,000 جهاز اختبار جديد إلى أفغانستان. أُبلغ عن استخدام 11 من أجهزة اختبار الرنا التي يبلغ عددها 16. بحلول 21 أبريل، أُجري 5,300 اختبار تقريبًا، وبحلول 24 أبريل، بلغ عدد العينات المُختبرة 7,425. أعلنت وزارة الصحة عن حل مشكلة أجهزة اختبار الرنا. بحلول 25 أبريل، بلغ عدد الاختبارات 8,090. وفي 26 أبريل، كانت هناك مراكز اختبار في 22 مديرية سياسية في كابل يديرها متطوعون من العاملين في المجال الصحي. أُجري 8,694 اختبار، وفي 27 أبريل، وافقت الحكومة على شراء 500 جهاز تنفس اصطناعي جديد، إضافةً إلى رصد مبلغ 4 ملايين دولار لتمويل إنشاء وتجديد منشآت كوفيد-19. بلغ الإنفاق الإجمالي 164 مليون دولار، وهذا شمل أجهزة الاختبار. بحلول 27 أبريل، بلغ عدد الاختبارات 9,000، وفي 29 أبريل، ارتفع العدد إلى 10,022. بدأ إجراء اختبارات بّي سي آر (تفاعل البوليمراز المتسلسل) في المشفى الأفغاني الياباني في كابل. في 30 أبريل، كان عدد الاختبارات المجراة 10,593 اختبارًا.

#### مايو 2020
بحلول الأول من مايو، بلغ عدد الاختبارات المجراة 11,068. ارتفع هذا العدد إلى 13,076 في 14 مايو، وإلى 13,777 في 5 مايو، وإلى 15,000 في 7 مايو.
في شهر مايو 2020، وردت معلومات عن تحويل جناح أطفال إلى مركز عزل في مستشفًى دمرته حركة طالبان في 2019 في ولاية زابل. في الثامن من مايو، أعلنت وزارة الصحة عن توفر 3,230 سريرًا على امتداد الولايات الأربع والثلاثين، وبحلول هذا التاريخ، بلغ عدد الاختبارات المجراة 15,560، وارتفع إلى 18,098 في 11 مايو، وإلى 18,724 في 12 مايو. في 14 مايو، أعلنت وزارة الصحة ازدياد سعة الاختبار إلى 1,100 اختبار يوميًا، وبحلول هذا التاريخ، أُجري 20,854 اختبارًا، ووصل إلى 21,969 في 15 مايو.
أعلن الأطباء عن توسيع مركز الحجر الذي يستوعب 250 سريرًا إلى 1000 سرير في حال تسجيل المزيد من الإصابات في سجن بول شرخي في كابل بعد وصول أعداد السجناء والعاملين المصابين فيه إلى أعداد كبيرة.
بحلول 16 مايو، بلغ عدد الاختبارات 22,639، وارتفع إلى 23,497 في 17 مايو، وإلى 24,697 في 18 مايو، وإلى 25,700 في 19 مايو.
في 20 مايو، بلغ عدد الاختبارات المجراة 26,707، ووصل العدد إلى 27,889 في 21 مايو، وإلى 29,417 في 22 مايو، وإلى 32,870 في 25 مايو، وإلى 33,864 في 26 مايو.
بحلول 27 مايو، أُجري 34,936 اختبارًا. أعلنت وزارة الصحة عن قرب نفاد المعونات الطبية، وبحلول 28 مايو، بلغ عدد الاختبارات المجراة 35,921، وارتفع إلى 37,348 في 29 مايو، وإلى 38,460 في 30 مايو، وإلى 39,628 في 31 مايو، وعين الرئيس أشرف غني في ذلك التاريخ أحمد جواد عثماني وزيرًا بالوكالة عن وزارة الصحة العامة خلفًا لفيروز الدين فيروز.

#### يونيو 2020
في الأول من يونيو، أعلنت لجنة الإنقاذ الدولية أن أفغانستان تواجه كارثةً إنسانيةً لأن عدد الحالات ارتفع بنسبة 684% في شهر مايو. أعلنت وزارة الصحة أن لديها القدرة على إجراء 2000 اختبار في اليوم، رغم تلقيها 10,000 إلى 20,000 عينةً يوميًا. بحلول الأول من يونيو، بلغ عدد الاختبارات المجراة 40,950، وفي الثاني من يونيو، بلغ العدد 42,273. في الثالث من يونيو، استقال 13 طبيبًا من مستشفى «كوفيد-1» في هيرات بعد علاجهم أكثر من 100 مصاب بالفيروس. في الرابع من يونيو، أعلن أحمد جواد عثماني عن إصلاحات في قطاع الصحة. بلغ عدد المصابين في القطاع الصحي في ولاية هيرات 570 شخصًا.

## تدابير الإغلاق
في 14 مارس، أخبر الرئيس أشرف غني الجمهور بتجنب التجمعات العامة الكبيرة والاهتمام بالنظافة الشخصية لمنع انتشار المرض. في 18 مارس، حظرت وزارة الداخلية جميع التجمعات الكبيرة، بما في ذلك إغلاق الأماكن التي تجذب حشودًا كبيرة مثل الأماكن الترفيهية والملاعب الرياضية وأحواض السباحة ونوادي اللياقة البدنية وقاعات الأفراح.
في 22 مارس، حثّ وزير الصحة العامة فيروز الدين فيروز الحكومة على الأمر بإغلاق مدينة هرات في مؤتمر صحفي في كابول. قرر أعضاء مجلس النواب ولسي جيرغا في البرلمان الأفغاني عقد جلسة عامة مرة واحدة في الأسبوع لتجنب انتشار فيروس كوفيد-19. أعلن المتحدث باسم وزارة الصحة، وحيد الله ميار، أنه أجري 449 اختبارًا لحالات يُشتبه بإصابتها في 28 محافظة حتى 22 مارس. أغلب الحالات المشتبه بها كانت من هرات وكابول.
في 24 مارس، في جلال آباد ضمن مقاطعة ننكرهار، أقرّت السلطات المحلية إجراءات صارمة في عاصمة المقاطعة؛ مما حد من حركة المواطنين حتى 1 أبريل. في 25 مارس، بدأت الحكومة الأفغانية في تقييد حركة السكان في مقاطعات فرح وهيرات ونمروز، بعد ظهور هرات كمصدر رئيسي لانتقال العدوى داخليًا في أفغانستان. في هرات، عُلّقت الصلاة في المساجد لمنع أي انتشار محتمل للفيروس. لم يتمكن سكان فرح زارانج من الخروج إلا للأنشطة الضرورية.
في 26 مارس، أعلنت الحكومة عن الإفراج عن 10 آلاف سجين تجاوزوا سن الـ 55 لإبطاء انتشار الفيروس في البلاد. ويسري القانون أيضًا على النساء والشباب والمصابين بأمراض خطيرة. وبناءً على مرسوم الرئيس أشرف غني، سيُفرَج عن السجناء خلال الأيام العشرة التالية. لم يشمل الإفراج عن السجناء أعضاء الجماعات الإسلامية المتشددة. في ذلك اليوم أيضًا، مددت السلطات الأفغانية الإغلاق إلى مقاطعات كابول وقندهار ولوغار. وفي 26 مارس أيضًا، قال رئيس بلدية مزار الشريف إنه بالإضافة إلى إغلاق المطاعم في المدينة، ستُجرى حملات تنظيفية للأماكن العامة.
وفي 27 مارس، أُعلن أن مجلس الوزراء الأفغاني قد قرر إغلاق العاصمة الأفغانية كابول بدءًا من 28 مارس ولمدة ثلاثة أسابيع. سيتضمن قرار الإغلاق بقاء المقيمين في منازلهم، وتجنب جميع أشكال السفر والتجمعات غير الضرورية. سيحتاج السكان أيضًا إلى تقديم أسباب وجيهة إذا أرادوا مغادرة منازلهم. ستبقى جميع المطاعم والفنادق والساونا والمقاهي ومراكز الاستحمام العامة والأضرحة والصالات الرياضية والحدائق والمتاجر الأخرى مغلقة لمدة 3 أسابيع، باستثناء متاجر البقالة والبنوك. وأُعلن أن جميع الأماكن والمزارات وأماكن التجمعات العامة الأخرى ستبقى مغلقة طوال فترة الإغلاق في كابول. وستُمنع وسائل النقل العام التي تحمل أكثر من 5 ركاب. ستُحوّل المعاهد التعليمية الكبيرة وقاعات الأفراح إلى مراكز عزل لعزل أولئك الذين يعودون من إيران لمدة أسبوعين. وسيُكلّف 70 فريقًا عسكريًا بالذهاب بدوريات في كابول لتحديد الأشخاص المصابين بالأعراض. في 4 أبريل، أفاد مسؤولون من محافظة بلخ أن مزار الشريف مقفل جزئيًا مع إغلاق الأماكن العامة.
وبحلول 9 أبريل انتشر أكثر من 1500 ضابط شرطة في كابول. وأصبحت إجراءات الإغلاق في مقاطعة كابول أكثر صرامة في 12 أبريل. أُغلقت جميع الطرق السريعة الرئيسية، وتمدّد الإغلاق لمدة أسبوعين آخرين. أعلنت وزارة الداخلية أنه ستكون هناك عواقب على أي شخص ينتهك الإغلاق. في 17 أبريل، مُدِّد الإغلاق في مقاطعة كابول لثلاثة أسابيع حتى 9 مايو. في 10 مايو خفف بلخ عملية الإغلاق في مزار الشريف. في 21 مايو خُفّف الإغلاق في كابول. في 22 مايو، أعلن الرئيس أشرف غني أن كابول ستخفف القيود على الأعمال والسفر بعد عطلة عيد الفطر.

## التمويل الدولي والمعونة المحلية

### دوليًا
في 14 مارس أعلنت بكين (الصين) أنها ستقدم المساعدة لأفغانستان. وأعلن البنك الدولي وبنك التنمية الآسيوي ومنظمة الصحة العالمية أنهم سيقدمون المساعدة أيضًا. وصلت المساعدة الطبية الصينية في 2 أبريل، بعد تلقي مساعدات من الإمارات العربية المتحدة في اليوم السابق. وبالرغم من ذلك، أفيد في وقت لاحق أن جودة المعدات الطبية من الصين لم تكن بمستوى معياري ووضعت مكافحة فيروس كورونا في أفغانستان بخطر.
وأُعلن في ذلك اليوم أن أوزبكستان ستقدم المساعدة لخمس مقاطعات شمالية في أفغانستان. في 20 أبريل أرسلت تركيا مساعدات إلى أفغانستان. في 23 أبريل وصلت شحنة ثانية من المعدات الطبية من الصين.
في 21 مارس، ساهمت أفغانستان بمليون دولار في صندوق الطوارئ التابع لرابطة جنوب آسيا للتعاون الإقليمي (SAARC) للمساعدة في مكافحة كوفيد-19. في 3 أبريل وافق البنك الدولي على 100.4 مليون دولار من المساعدات لمساعدة أفغانستان. في أبريل 2020 أعلن الاتحاد الأوروبي أنه سيقدم دعمًا تقنيًا وحوالي 117 مليون يورو لأفغانستان. في 6 مايو أرسلت مؤسسة قطرية (مؤسسة الغرافة) ومجموعة من المستثمرين الأفغان من الصين معدات طبية تزيد قيمتها على مليوني دولار. قدمت الغرافة مساعدات بقيمة مليون جنيه إسترليني وأعلنت أنها ستبني مستشفى في محافظة فرح. وإجمالًا قدّم المستثمرون الأفغان 3 ملايين دولار من المساعدات، بما في ذلك حزم المساعدات السابقة المرسلة. في 8 مايو وافق البنك الدولي على منحة قدرها 400 مليون دولار لأفغانستان. أرسلت مؤسسة كيهان، ومقرها هولندا 200 مجموعة تحوي على معدات الوقاية الشخصية والأقنعة و10 آلة طبية إلى مستشفى جمهوريات في كابول.
منذ مطلع مايو 2020 لم تسمح طالبان بمرور بست شاحنات مساعدات غذائية من تركمانستان في منطقة تاجاب، والتي كان من المتوقع أن تصل إلى ميمانا في مقاطعة فارياب.

### محليًا
أثناء فترة الإغلاق في كابول، تبرعت وزارة الزراعة والري والثروة الحيوانية بالأغذية لمجموعات إدارة الحالات الطارئة لتوزيعها عبر المقاطعة. في أبريل 2020 بدأ أمان الله كاليوال بتوزيع 500 قناع يوميًا على الفقراء مجانًا، والتي خيطت في المنزل. في أقل من أسبوع، وُزّع 4000 قناع على الفقراء في كابول. في 23 أبريل، أفيد أن العاملين الطبيين في غرب كابول قد بدأوا في التطوع من خلال توزيع الطعام والمعدات (مثل القفازات) على الأسر الفقيرة. وقدموا النصائح الإرشادية وطرق التنظيف والتطهير الصحيحة. أثناء فترة الإغلاق، وُفّر الخبز مجانًا في المخابز المنتشرة في جميع أنحاء أفغانستان.

## حملات توعية عامة
«صورة: رسم كاريكاتوري يوضح كيف يؤدي الإبعاد الاجتماعي إلى تقليل معدل انتقال فيروس كوفيد-19 وإيقافه قبل أن يصبح متفشيًا. لإنقاذ من نحب، يجب على كل مواطن أن يتبع هذه الإجراءات بحماس وأن يعزل نفسه».
في 22 مارس، أطلق الأطباء في مستشفى بلوسوم في كابول حملة توعية عامة لمساعدة الجمهور على فهم كيفية منع انتشار الفيروس. وشمل ذلك توزيع أكثر من 5000 قناع جراحي للشعب.
في 23 مارس، أعلنت شركة كوردايد أنها ستوزع كميات من الصابون على المجتمعات، وستساعد على التعامل مع مشكلة النفايات وستعمل على توفير موازين الحرارة للحد من خطر الانتشار في أفغانستان. كما عقدوا جلسات توعية للمجتمع وساعدوا في تحسين أنظمة إحالة المرضى إلى المراكز الصحية التي لديها جناح علاجي لمرضى كوفيد-19.
فرض رجال الدين فتوى في 5 أبريل، إذ صدر في 6 نيسان أن العديد من الجماعات التطوعية والعاملين الصحيين المجتمعيين قد بدأوا حملات توعية، مثل حملة من الباب إلى الباب من قبل مجموعة من النساء في مقاطعة باروان وحملة إقليمية لولاية فارياب من قبل المسؤولين المحليين. وبدأت وزارة الصحة العامة في نشر الوعي عبر وسائل التواصل الاجتماعي ووسائل الإعلام التقليدية. في 12 أبريل أُعلن عن أن مجموعة تحت اسم صوت المنبر والطبيب ستطلق حملة توعية عامة في كابول. تتكون المجموعة من أطباء وعلماء دين.
توزيع وتطهير المواد الغذائية من قبل مجموعة بيات
في 14 أبريل أطلقت مجموعة بيات، وهي أحد أكبر الشركات الخاصة في أفغانستان حملة أوقفوا الفيروس. تشمل الحملة أيضا تطهير المدن. وبدأت المجموعة أيضًا في توزيع الطعام في هرات. بحلول 16 أبريل أنفقت الحكومة 27 مليونًا على حملات التوعية. وزعوا خلال رمضان عبوات غذائية في محافظة خوست وميمنة، وفارياب. في 8 مايو طهّرت مجموعة بيات وشركة الاتصالات اللاسلكية الأفغانية مناطق من كابول بالتعاون مع وزارة الصحة. في 16 مايو وزعوا عبوات غذائية على العائلات المحتاجة في دايكوندي. في 18 مايو وزعوا الطعام على العائلات المحتاجة في بدخشان. في 19 مايو قامت مجموعة بيات والشركة الأفغانية للاتصالات بتطهير المزيد من المناطق في كابول ومستشفى صحة الأطفال.

## تعاون طالبان
في 16 مارس أعلنت طالبان أنها ألقت القبض في ولاية بلخ على المريض الهارب الذي ثبتت إصابته بفيروس كوفيد-19 وأعادته إلى السلطات الصحية. كما نشرت طالبان الوعي حول الفيروس التاجي في المناطق التي يسيطر عليها المتمردون في أفغانستان ودعمت العاملين الصحيين الحكوميين. وطالبوا باختبار الأفغان العائدين من إيران للتحقق من وجود إصابات بالفيروس.
في 27 مارس بدأت طالبان حملة توعية عامة في مقاطعة جوزجان. في 29 مارس أطلقت طالبان حملة توعية عامة حول الفيروس في مقاطعة لوغار. عرضت طالبان ممرًا آمنًا للعاملين الصحيين الذين يعالجون مرضى الفيروس التاجي في أفغانستان. علاوة على ذلك، فرضت حركة طالبان عمليات الإغلاق في المناطق المتضررة. عُزل الأشخاص المشتبه بإصابتهم.

### إنتاج الأقنعة ومعدات الوقاية الشخصية
في 26 فبراير افتتح مصنع لإنتاج الأقنعة في ولاية هرات (مركز تفشي المرض في أفغانستان). ينتج المصنع أكثر من 60 ألف قناع يوميًا. أعلنت وزارة الصحة العامة أن هذا سيكون مهمًا في إبطاء انتشار الفيروس وسيساعد أيضًا على تقليل الارتفاع في أسعار الأقنعة الجراحية. في 14 أبريل افتتح مصنع في كابول وهو الأول في أفغانستان الذي ينتج معدات الحماية الشخصية (PPE). ينتج 10000 قناعًا في اليوم.

## التأثيرات

### الأحداث الثقافية والدينية
ألغي مهرجان النوروز السنوي في مزار شريف وكامل مدن أفغانستان في عام 2020 بهدف الحد من انتشار فيروس كورونا المستجد. ألغيت كذلك احتفالات النوروز في بلخ بعد الإبلاغ عن الإصابة الأولى بكوفيد-19 في 14 مارس، ولم يُسمح للناس بزيارة ضريح الإمام علي بن أبي طالب في المسجد الأزرق في مزار شريف.
أغلق أكثر من 500 مسجد في هراة في أواخر مارس 2020، وفي 5 أبريل أصدرت وزارة الحج والشؤون الدينية عدة فتاوى فرضت من خلالها قيودًا على صلاة الجمعة وغيرها من الصلاة الجماعية في مساجد أفغانستان، وأوصت الوزارة في 22 مايو بتجنب التجمعات في عيد الفطر خصوصًا لمن تظهر عليه أعراض كوفيد-19.

### الرياضة
أعلنت اللجنة الأولمبية الوطنية الأفغانية إلغاء جميع الأحداث الرياضية اعتبارًا من 14 مارس، بما في ذلك بطولة بوزكاشي التي تقام في العاصمة كابول.

### الاقتصاد

#### الفقر وخسارة الوظائف
أُغلق أكثر من 35 ألف متجر ومصنع في ولاية هراة بحلول 16 أبريل، ما أدى إلى خسائر اقتصادية كبيرة وانتشار البطالة على نطاق واسع، وقد ساهمت هذه الصعوبات الاقتصادية في عدم قدرة العمال على دفع إيجارات البيوت، وتوقفت حركة البناء في الولاية بشكلٍ شبه كامل. أعلن أصحاب المتاجر والباعة المتجولون في جميع أنحاء كابول في 17 أبريل أن عوائدهم قد انخفضت بشكل ملحوظ بسبب إجراءات الحجر الصحي. تأثر العمال ذوي الأجور المتدنية بشكلٍ كبير في مجتمعات كابول الأشد فقرًا، ما دفع الحكومة الأفغانية للعمل على إعداد برنامج مستقبلي للدعم والمساعدة. أعلنت عدة منظمات ناشطة في بلخ في 18 أبريل أنَّ أكثر من 20 ألف نازح و10 آلاف عائلة في الولاية بحاجة إلى المساعدة العاجلة بسبب فقدان الوظائف وانخفاض الأجور والبطالة. لم توزع المساعدات الغذائية التي أرسلتها أوزبكستان على الأسر الفقيرة حتى الآن، على الرغم من وصولها للأراضي الأفغانية قبل عدة أسابيع.

#### الأعمال المحلية
طلبت شركة الطاقة الوطنية في 12 أبريل من الحكومة الأفغانية قرضًا بقيمة 50 مليون دولار بعد أن بلغت خسائرها 60% من مجمل إيراداتها بسبب تفشي جائحة كوفيد-19 المرض، وإذا لم تدفع الحكومة مستحقات الكهرباء المستوردة من أوزبكستان، فقد تتعرض أفغانستان لانقطاع التيار الكهربائي.
بدأت وزارة الداخلية في 21 أبريل تحقيقًا حول نشاطات أحد المطاعم خلال فترة الإغلاق العام في كابول. رفض صاحب المطعم الاتهامات ونفى ما نقلته صحيفة تولونيوز، ولكن في 22 أبريل أُغلق المطعم وحوكم مالكه.
أعلنت شركة كام أير في 7 مايو أنها خسرت خلال فترة الإغلاق العام أكثر من 6 ملايين جنيه إسترليني في الأسبوع الواحد، بسبب إيقاف جميع الرحلات الجوية المحلية والدولية التي يبلغ عددها 119 رحلة، وطلبت شركات الطيران إعفاءات ضريبية من وزارة المالية، تأثرت كذلك أغلب شركات السياحة.

#### التجارة
عُلق تسليم ما يقرب من ألفي حاوية أفغانستان في ميناء كراتشي في باكستان في 16 أبريل. وفي 3 يونيو أعلنت غرفة التجارة والاستثمار الأفغانية عن انخفاض الصادرات الأفغانية إلى البلدان الأخرى بسبب إغلاق الحدود الدولية.

### التعليم
أُعلنت الحكومة الأفغانية في 14 مارس أنَّ جميع المدارس والمعاهد التعليمية في البلاد لن تفتح حتى 21 أبريل، وسيبدأ نظام التدريس عبر الإنترنت والتلفزيون والإذاعة اعتبارًا من 11 أبريل. أطلقت وزارة التعليم الأفغانية في 7 مايو موقعًا إلكترونيًا لطلاب المدارس في داري وباشتو، وأعلن القائم بأعمال وزير التعليم مرويس بلخي أن جميع الحصص الدراسية في المنزل ستُحتسب للطلاب إذا لم تجر الامتحانات.

### التأثيرات الاجتماعية
أُغلقت صالات الأفراح والحمامات وتوقفت الإدارات الحكومية التي لديها عدد كبير من الموظفين عن العمل في أفغانستان اعتبارًا من 21 مارس. أثَّر فرض الحجر الصحي لمدة خمسة أسابيع في العاصمة كابول على الأعمال التجارية الصغيرة خصوصًا أصحاب المتاجر المحلية.

#### الاحتجاجات في ولاية غور
قُتل ستة متظاهرين في مدينة شاغجران بولاية غور في 9 مايو أثناء احتجاجهم على التوزيع غير العادل للمساعدات الغذائية التي قدمتها قطر لأفغانستان لمواجهة جائحة كوفيد-19. هاجم المتظاهرون قوات الأمن والممتلكات الحكومية، وأطلقت الشرطة النار على المتظاهرين ونزلت الدبابات إلى شوارع المدينة في وقتٍ لاحق. أعلن مركز الصحفيين الأفغان مقتل الصحفي أحمد خان نويد، وقتل شرطيان في الاحتجاجات. أعلنت وزارة الداخلية إصابة عشرة من ضباط الشرطة وتسعة مدنيين بجروح، وبدأت منظمة العفو الدولية تحقيقًا في استخدام العنف المفرط من قوات الشرطة.

### الهجرة
عاد أكثر من 30 ألف مهاجر أفغاني خلال شهر مارس 2020 من إيران إلى أفغانستان عبر ميناء إسلام قلعة في هراة بعد تفشي فيروس كورونا في إيران، وهو ما يمثل أعلى معدل عودة للمهاجرين الأفغان من إيران منذ أكثر من عشر سنوات.

### التأثيرات على السفر

#### القيود المفروضة على السفر
أغلقت أفغانستان حدودها مع إيران مؤقتًا في 23 فبراير 2020، بعد الإعلان عن الحالات الثلاث المشبوهة في هراة. وفي مارس 2020 فرضت هيئة الطيران المدني الأفغاني قيودًا على معظم الرحلات الدولية لشركات الطيران الأفغانية بسبب الوباء العالمي. علقت شركتي أريانا أفغان إيرلاينز وكام إير جميع الرحلات باستثناء الرحلات إلى دبي وباكستان، وفي 1 أبريل أوقفت الحكومة الأفغانية الرحلات الجوية بين كابول وهراة.

#### الرد الباكستاني
أغلقت باكستان حدودها مع أفغانستان في منطقة شامان لمدة ثلاثة أسابيع على الأقل اعتبارًا من 2 مارس، بعد ارتفاع عدد الإصابات المؤكدة في البلدين خلال الأسابيع السابقة. وفي 13 مارس أغلقت أفغانستان جميع حدودها البرية مع باكستان، وأعلنت باكستان أنها ستغلق حدودها البرية مع أفغانستان بالكامل في 16 مارس لمدة أسبوعين على الأقل،  وفي 21 مارس أعادت باكستان فتح حدودها مع أفغانستان. أعلنت باكستان في 4 أبريل أن حدودها مع أفغانستان في منطقتي شامان وتوركهام ستفتح بين 6 و9 أبريل لضمان عودة الأفغان الذين تقطعت بهم السبل إلى بلادهم بناءً على طلب من الحكومة الأفغانية.